# 青柳清庵
青柳 清庵（あおやぎ せいあん）は、安土桃山時代から江戸時代初期にかけての武将。青柳頼長の嫡子。

## 経歴
青柳氏は信濃国筑摩郡麻績郷（現・長野県東筑摩郡麻績村）の麻績氏の一族であり、祖父・清長は武田信玄に仕え麻績郷を与えられ麻績氏を名乗っていた。しかし甲斐武田氏滅亡後、父・頼長は小笠原貞慶に従っていたが真田昌幸や上杉景勝への内通疑惑、また頼長が貞慶を呪っていたことが発覚したことにより深志城にて謀殺され、居城であった青柳城も小笠原氏に接収された。その後の経緯は不明だが、真田氏の元に仕えたようである。
慶長5年（1600年）、関ヶ原の戦いで西軍が敗れ、西軍に与した真田昌幸・信繁（幸村）父子が九度山に配流されると、昌幸と共に九度山に随行する。昌幸死後、他の家臣が上田に戻っていったのに対して、清庵は高梨内記らと共に信繁の元に九度山にとどまり、慶長19年（1614年）の大坂冬の陣に出陣。 最後は大坂夏の陣にて信繁と共に討死したとみられている。